# أتمل
شركة أتمل  (بالإنجليزية: Atmel)‏ هي شركة أمريكية تأسست عام 1984 لتصميم وتصنيع أشباه الموصلات. وتركز الشركة على الأنظمة المدمجة والمتحكمات الدقيقة. ومن أهم منتجاتها إيه في آر 8-بت وإيه في آر 32-بت وآرم 32-بت وإنتل 8-بت 8051 وذواكر EEPROM وذواكر الفلاش وأجهزة تطبيقات الراديو والواي-فاي، ورقائق الأمان المتماثلة وغير المتماثلة، وحساسات اللمس ومتحكمات اللمس، والمنتجات الخاصة بالتطبيقات. توفر أتمل أجهزتها كمنتجات قياسية أو الدوائر المتكاملة محددة التطبيقات (ASICs) أو منتجات قياسية خاص بالتطبيقات (ASSPs) وهكذا اعتمادًا على متطلبات عملائها تعتمد الأجهزة على التطبيق أو الاستخدام أو الوظيفة.
تخدم أتمل تطبيقات بما في ذلك المستهلك، والاتصالات، وشبكات الحاسوب، والصناعية، والطبية، والسيارات، والفضاء، والعسكرية. و تختص  بأنظمة التحكم الدقيقة (المتحكمات الدقيقة) وأنظمة اللمس، خاصًة للأنظمة المدمجة.

شعار شركة أتمل من 1984 حتى 2012

## طالع أيضًا
- أتمل إيه في آر، وهي من عائلات المتحكمات 8-بت

## روابط خارجية
- موقع شركة Microchip Technology